# Hypomyces lactifluorum
Hypomyces lactifluorum é um fungo que pertence ao grupo dos ascomicetos. Ele parasita os cogumelos dos gêneros Russula e Lactarius. A espécie foi descrita cientificamente por Lewis David von Schweinitz, Edmond Tulasne e Charles Tulasne.